# Meridiano 40 E
O meridiano 40 E é um meridiano que, partindo do Polo Norte, atravessa o Oceano Ártico, Europa, Ásia, África, Oceano Índico, Madagáscar, Oceano Antártico, Antártida e chega ao Polo Sul. Forma um círculo máximo com o Meridiano 140 W.
Começando no Polo Norte, o meridiano 40 Este tem os seguintes cruzamentos:
| País, território ou mar | Notas                                                                                         |
| ----------------------- | --------------------------------------------------------------------------------------------- |
| Oceano Ártico           |                                                                                               |
| Mar de Barents          |                                                                                               |
| Rússia                  | Ilha Ostrov Lumbovskiy e Península de Kola                                                    |
| Mar Branco              |                                                                                               |
| Rússia                  |                                                                                               |
| Mar Branco              | Baía Dvina                                                                                    |
| Rússia                  |                                                                                               |
| Ucrânia                 |                                                                                               |
| Rússia                  |                                                                                               |
| Ucrânia                 | Cerca de 10 km                                                                                |
| Rússia                  |                                                                                               |
| Ucrânia                 | Cerca de 6 km                                                                                 |
| Rússia                  |                                                                                               |
| Mar Negro               |                                                                                               |
| Turquia                 |                                                                                               |
| Síria                   |                                                                                               |
| Iraque                  |                                                                                               |
| Arábia Saudita          |                                                                                               |
| Mar Vermelho            |                                                                                               |
| Eritreia                | Ilhas Dahlak                                                                                  |
| Mar Vermelho            |                                                                                               |
| Eritreia                |                                                                                               |
| Etiópia                 |                                                                                               |
| Quênia                  |                                                                                               |
| Oceano Índico           | Passa a leste de Pemba, Latham e Ilha Mafia, Tanzânia                                         |
| Tanzânia                |                                                                                               |
| Moçambique              |                                                                                               |
| Oceano Índico           | Passa entre o atol de Bassas da Índia e a ilha Europa, Terras Austrais e Antárticas Francesas |
| Oceano Antártico        |                                                                                               |
| Antártida               | Terra da Rainha Maud, reclamada pela Noruega                                                  |